# Halicyclops venezuelaensis
Halicyclops venezuelaensis är en kräftdjursart som beskrevs av Lindberg 1954. Halicyclops venezuelaensis ingår i släktet Halicyclops och familjen Cyclopidae. Inga underarter finns listade i Catalogue of Life.